# ITF Femenino World Tennis Tour 2021
El Tour Mundial de Tenis Femenino 2021 de la Federación Internacional de Tenis (ITF), es el tour de nivel de entrada y de nivel medio para el tenis profesional femenino. Está organizado por la Federación Internacional de Tenis y es un nivel por debajo del Tour de la Asociación de Tenis Femenino (WTA). El Tour Mundial de Tenis Femenino de la ITF, proporciona un camino profesional entre el ITF Junior World Tennis Tour y el WTA Tour. Los resultados de los torneos de la ITF se incorporan al Ranking WTA, que permite a las profesionales avanzar a los niveles de élite del tenis profesional femenino. El ITF Femenino World Tennis Tour ofrece aproximadamente 500 torneos en 65 países e incorpora cinco niveles de premios en metálico de torneos: $15,000, $25,000, $60,000, $80,000 y $100,000.
Los torneos a un nivel de $ 15,000 incluyen lugares reservados para el sorteo principal para los 100 mejores clasificados de la ITF Junior, lo que proporciona un camino sin problemas para que los mejores nuevos talentos ingresen al tenis profesional de élite. El Tour Mundial de Tenis Femenino de la ITF también está diseñado para orientar los premios en efectivo de manera efectiva para ayudar a reducir los costos para los jugadores y, en última instancia, permitir que más jugadores se ganen la vida.

## Calendario
Las distintas categorías de torneos aparecen ordenadas por la jerarquía marcada por la distribución de puntos en el ITF World Tennis Ranking.

### Torneos en enero
| Torneos en enero | Torneos en enero                                                                                      | Torneos en enero | Torneos en enero | Torneos en enero | Torneos en enero |
| Semana del       | Torneo                                                                                                | Campeonas Individual y Dobles | Finalista Individual y Dobles | | |
| ---------------- | --- | --- | --- | --- | --- |
| 4 de enero       | Cairo, Egipto Arcilla W15 Cuadro individual y dobles                                                  | Jéssica Bouzas Maneiro 2–6, 7–5, 6–3 | Chantal Škamlová | | |
| 4 de enero       | Cairo, Egipto Arcilla W15 Cuadro individual y dobles                                                  | Anastasia Nefedova Lexie Stevens 6–1, 6–4 | Fanny Östlund Sandra Samir | | |
| 4 de enero       | Monastir, Túnez Dura W15 Cuadro individual y dobles                                                   | Salma Djoubri 6–4, 3–6, 6–2 | Zeel Desai | | |
| 4 de enero       | Monastir, Túnez Dura W15 Cuadro individual y dobles                                                   | Darya Astakhova Inès Ibbou 6–3, 6–0 | Manon Arcangioli Salma Djoubri | | |
| 4 de enero       | Antalya, Turquía Arcilla W15 Cuadro individual y dobles                                               | Tamara Čurović 7–5, 7–6(7–4) | Aurora Zantedeschi | | |
| 4 de enero       | Antalya, Turquía Arcilla W15 Cuadro individual y dobles                                               | Cemre Anıl İpek Öz 6–2, 3–6, [10–6] | Federica Arcidiacono Aurora Zantedeschi | | |
| 11 de enero      | Hamburgo, Alemania Dura (indoor) W25 Cuadro individual y dobles                                       | Zheng Qinwen 6–2, 6–3 | Linda Fruhvirtová | | |
| 11 de enero      | Hamburgo, Alemania Dura (indoor) W25 Cuadro individual y dobles                                       | Anna Bondár Tereza Mihalíková 6–4, 6–4 | Amandine Hesse Kimberley Zimmermann | | |
| 11 de enero      | Cairo, Egipto Arcilla W15 Cuadro individual y dobles                                                  | Jéssica Bouzas Maneiro 6–0, 6–0 | Anastasia Nefedova | | |
| 11 de enero      | Cairo, Egipto Arcilla W15 Cuadro individual y dobles                                                  | Elina Avanesyan Lexie Stevens 6–1, 6–2 | Gloria Ceschi Marion Viertler | | |
| 11 de enero      | Monastir, Túnez Dura W15 Cuadro individual y dobles                                                   | Torneo cancelado después de la primera ronda debido a las medidas de bloqueo aplicadas en Túnez provocadas por la pandemia de coronavirus.                                                | Torneo cancelado después de la primera ronda debido a las medidas de bloqueo aplicadas en Túnez provocadas por la pandemia de coronavirus.                                                | Torneo cancelado después de la primera ronda debido a las medidas de bloqueo aplicadas en Túnez provocadas por la pandemia de coronavirus. | Torneo cancelado después de la primera ronda debido a las medidas de bloqueo aplicadas en Túnez provocadas por la pandemia de coronavirus. |
| 11 de enero      | Antalya, Turquía Arcilla W15 Cuadro individual y dobles                                               | Berfu Cengiz 3–6, 6–2, 6–4 | İpek Öz | | |
| 11 de enero      | Antalya, Turquía Arcilla W15 Cuadro individual y dobles                                               | Pia Lovrič Adrienn Nagy 6–4, 7–5 | Ayla Aksu Ani Vangelova | | |
| 18 de enero      | Fujairah City, Emiratos Árabes Unidos Dura W25 Cuadro individual y dobles                             | Clara Tauson 6–0, 4–6, 6–3 | Viktorija Golubic | | |
| 18 de enero      | Fujairah City, Emiratos Árabes Unidos Dura W25 Cuadro individual y dobles                             | Çağla Büyükakçay Viktorija Golubic 5–7, 6–4, [10–4] | Liang En-shuo You Xiaodi | | |
| 18 de enero      | Cairo, Egipto Arcilla W15 Cuadro individual y dobles                                                  | Sinja Kraus 6–2, 6–3 | Elina Avanesyan | | |
| 18 de enero      | Cairo, Egipto Arcilla W15 Cuadro individual y dobles                                                  | Elina Avanesyan Lexie Stevens 6–1, 6–2 | Emma Davis Anastasia Nefedova | | |
| 18 de enero      | Manacor, España Dura W15 Cuadro individual y dobles                                                   | Alex Eala 5–7, 6–1, 6–2 | Yvonne Cavallé Reimers | | |
| 18 de enero      | Manacor, España Dura W15 Cuadro individual y dobles                                                   | Ángela Fita Boluda Oksana Selekhmeteva 6–1, 4–6, [10–5] | Ylena In-Albon Valentina Ryser | | |
| 18 de enero      | Antalya, Turquía Arcilla W15 Cuadro individual y dobles                                               | Sapfo Sakellaridi vs. Julia Avdeeva La final se abandonó debido al mal tiempo con Sakellaridi liderando 3-1. Ambas jugadoras dividen los puntos de clasificación y el premio en metálico. | Sapfo Sakellaridi vs. Julia Avdeeva La final se abandonó debido al mal tiempo con Sakellaridi liderando 3-1. Ambas jugadoras dividen los puntos de clasificación y el premio en metálico. | | |
| 18 de enero      | Antalya, Turquía Arcilla W15 Cuadro individual y dobles                                               | Victoria Bosio Gabriela Cé 6–4, 6–3 | Miyu Kato Haine Ogata | | |
| 25 de enero      | Open Andrézieux-Bouthéon 42 Andrézieux-Bouthéon, Francia Dura (indoor) W60 Cuadro individual y dobles | Harmony Tan 3–6, 6–2, 6–1 | Jaqueline Cristian | | |
| 25 de enero      | Open Andrézieux-Bouthéon 42 Andrézieux-Bouthéon, Francia Dura (indoor) W60 Cuadro individual y dobles | Lu Jiajing You Xiaodi 6–3, 6–4 | Paula Kania-Choduń Katarina Zavatska | | |
| 25 de enero      | Georgia's Rome Tennis Open Rome, Estados Unidos Dura W60 Cuadro individual y dobles                   | Irene Burillo Escorihuela 1–6, 7–6(7–4), 6–1 | Grace Min | | |
| 25 de enero      | Georgia's Rome Tennis Open Rome, Estados Unidos Dura W60 Cuadro individual y dobles                   | Emina Bektas Tara Moore 5–7, 6–2, [10–8] | Olga Govortsova Jovana Jović | | |
| 25 de enero      | Cairo, Egipto Arcilla W15 Cuadro individual y dobles                                                  | Chantal Škamlová 6–4, 5–7, 6–4 | Anastasia Nefedova | | |
| 25 de enero      | Cairo, Egipto Arcilla W15 Cuadro individual y dobles                                                  | Quirine Lemoine Gabriella Mujan 4–6, 6–3, [10–6] | Dea Herdželaš Anita Husarić | | |
| 25 de enero      | Manacor, España Dura W15 Cuadro individual y dobles                                                   | Simona Waltert 6–2, 7–6(7–4) | Yvonne Cavallé Reimers | | |
| 25 de enero      | Manacor, España Dura W15 Cuadro individual y dobles                                                   | Ylena In-Albon Camilla Rosatello 7–6(7–3), 6–7(9–11), [10–5] | Ángela Fita Boluda Oksana Selekhmeteva | | |
| 25 de enero      | Antalya, Turquía Arcilla W15 Cuadro individual y dobles                                               | Las competiciones de individuales y dobles se abandonaron debido al mal tiempo. | Las competiciones de individuales y dobles se abandonaron debido al mal tiempo. | | |

### Torneos en febrero
| 1 de febrero  | Sharm El Sheikh, Egipto Dura W15 Cuadro individual y dobles           | Magali Kempen 6–3, 6–2                                           | Sofia Costoulas                          |
| 1 de febrero  | Sharm El Sheikh, Egipto Dura W15 Cuadro individual y dobles           | Liang En-shuo Kyōka Okamura 1–6, 6–4, [10–3]                     | Magali Kempen Shalimar Talbi             |
| 1 de febrero  | Shymkent, Kazajistán Dura (indoor) W15 Cuadro individual y dobles     | Yuliya Hatouka 7–5, 6–2                                          | Anastasia Tikhonova                      |
| 1 de febrero  | Shymkent, Kazajistán Dura (indoor) W15 Cuadro individual y dobles     | Weronika Baszak Anastasia Tikhonova 6–2, 3–6, [10–6]             | Daria Mishina Noel Saidenova             |
| 1 de febrero  | Manacor, España Dura W15 Cuadro individual y dobles                   | Oksana Selekhmeteva 6–3, 6–2                                     | Suzan Lamens                             |
| 1 de febrero  | Manacor, España Dura W15 Cuadro individual y dobles                   | Francisca Jorge Stéphanie Visscher 6–7(4–7), 6–3, [10–2]         | Camilla Rosatello Ekaterina Yashina      |
| 1 de febrero  | Monastir, Túnez Dura W15 Cuadro individual y dobles                   | Linda Fruhvirtová 7–6(7–5), 7–5                                  | Manon Arcangioli                         |
| 1 de febrero  | Monastir, Túnez Dura W15 Cuadro individual y dobles                   | Linda Fruhvirtová Maria Timofeeva 6–1, 6–2                       | Nina Radovanovic Sopiko Tsitskishvili    |
| 1 de febrero  | Antalya, Turquía Arcilla W15 Cuadro individual y dobles               | Miriam Bulgaru 6–2, 6–3                                          | Park So-hyun                             |
| 1 de febrero  | Antalya, Turquía Arcilla W15 Cuadro individual y dobles               | María Herazo González Yuliana Lizarazo 6–2, 6–1                  | Petia Arshinkova Gergana Topalova        |
| 8 de febrero  | Grenoble, Francia Dura (indoor) W25 Cuadro individual y dobles        | Viktorija Golubic 6–1, 4–6, 7–6(7–2)                             | Maryna Zanevska                          |
| 8 de febrero  | Grenoble, Francia Dura (indoor) W25 Cuadro individual y dobles        | Ioana Loredana Roșca Kimberley Zimmermann 6–1, 7–5               | Arianne Hartono Yuriko Lily Miyazaki     |
| 8 de febrero  | Potchefstroom, Sudáfrica Dura W25 Cuadro individual y dobles          | Nuria Párrizas 6–1, 4–6, 6–2                                     | Anna Bondár                              |
| 8 de febrero  | Potchefstroom, Sudáfrica Dura W25 Cuadro individual y dobles          | Lesley Kerkhove Bibiane Schoofs 4–6, 6–3, [10–6]                 | Naomi Broady Eden Silva                  |
| 8 de febrero  | Sharm El Sheikh, Egipto Dura W15 Cuadro individual y dobles           | Lucia Bronzetti 7–6(7–4), 6–0                                    | Nefisa Berberović                        |
| 8 de febrero  | Sharm El Sheikh, Egipto Dura W15 Cuadro individual y dobles           | Kristýna Lavičková Anna Sisková 7–6(7–0), 6–4                    | Miharu Imanishi Justina Mikulskytė       |
| 8 de febrero  | Shymkent, Kazajistán Dura (indoor) W15 Cuadro individual y dobles     | Anastasia Tikhonova 7–5, 2–6, 7–6(7–2)                           | Yuliya Hatouka                           |
| 8 de febrero  | Shymkent, Kazajistán Dura (indoor) W15 Cuadro individual y dobles     | Ekaterina Kazionova Sabina Sharipova 7–5, 2–6, [10–4]            | Daria Mishina Noel Saidenova             |
| 8 de febrero  | Villena, España Dura W15 Cuadro individual y dobles                   | Laura Pigossi 3–6, 6–0, 6–4                                      | Ekaterina Yashina                        |
| 8 de febrero  | Villena, España Dura W15 Cuadro individual y dobles                   | Alba Carrillo Marín Ángela Fita Boluda 7–5, 7–5                  | Eva Vedder Stéphanie Visscher            |
| 8 de febrero  | Monastir, Túnez Dura W15 Cuadro individual y dobles                   | Linda Fruhvirtová 6–2, 6–2                                       | Inès Ibbou                               |
| 8 de febrero  | Monastir, Túnez Dura W15 Cuadro individual y dobles                   | Weronika Falkowska Linda Fruhvirtová 6–3, 6–1                    | Yasmine Mansouri Elena Milovanović       |
| 8 de febrero  | Antalya, Turquía Arcilla W15 Cuadro individual y dobles               | Polina Kudermetova 6–2, 1–6, 6–3                                 | Marta Custic                             |
| 8 de febrero  | Antalya, Turquía Arcilla W15 Cuadro individual y dobles               | Dorka Drahota-Szabó Caijsa Hennemann 6–2, 6–1                    | Polina Bakhmutkina Eva Garkusha          |
| 15 de febrero | Altenkirchen, Alemania Carpet (indoor) W25 Cuadro individual y dobles | Clara Tauson 3–6, 6–1, 6–3                                       | Simona Waltert                           |
| 15 de febrero | Altenkirchen, Alemania Carpet (indoor) W25 Cuadro individual y dobles | Paula Kania-Choduń Julia Wachaczyk 7–6(7–5), 6–4                 | Viktorija Golubic Ylena In-Albon         |
| 15 de febrero | Potchefstroom, Sudáfrica Dura W25 Cuadro individual y dobles          | Nuria Párrizas 6–3, 6–0                                          | Carol Zhao                               |
| 15 de febrero | Potchefstroom, Sudáfrica Dura W25 Cuadro individual y dobles          | Miriam Kolodziejová Jesika Malečková 6–2, 3–6, [10–5]            | Anna Bondár Réka Luca Jani               |
| 15 de febrero | Orlando, Estados Unidos Dura W25 Cuadro individual y dobles           | Katie Swan 6–1, 6–3                                              | Robin Anderson                           |
| 15 de febrero | Orlando, Estados Unidos Dura W25 Cuadro individual y dobles           | Emina Bektas Tara Moore 7–5, 2–6, [10–5]                         | María Camila Osorio Serrano Conny Perrin |
| 15 de febrero | Sharm El Sheikh, Egipto Dura W15 Cuadro individual y dobles           | Shalimar Talbi 6–3, 2–6, 6–3                                     | Linda Nosková                            |
| 15 de febrero | Sharm El Sheikh, Egipto Dura W15 Cuadro individual y dobles           | Erika Sema Shalimar Talbi 2–6, 6–0, [14–12]                      | Miyabi Inoue Liang En-shuo               |
| 15 de febrero | Monastir, Túnez Dura W15 Cuadro individual y dobles                   | Weronika Falkowska 6–3, 6–3                                      | Viktória Morvayová                       |
| 15 de febrero | Monastir, Túnez Dura W15 Cuadro individual y dobles                   | Weronika Falkowska Viktória Morvayová 6–4, 7–5                   | Karola Bejenaru Zdena Šafářová           |
| 15 de febrero | Antalya, Turquía Arcilla W15 Cuadro individual y dobles               | Andreea Prisăcariu 6–3, 7–5                                      | Aurora Zantedeschi                       |
| 15 de febrero | Antalya, Turquía Arcilla W15 Cuadro individual y dobles               | Cristina Dinu Chantal Škamlová 6–1, 6–3                          | María Herazo González Yuliana Lizarazo   |
| 22 de febrero | Poitiers, Francia Dura (indoor) W25 Cuadro individual y dobles        | Daria Snigur 6–3, 2–6, 7–5                                       | Clara Burel                              |
| 22 de febrero | Poitiers, Francia Dura (indoor) W25 Cuadro individual y dobles        | Federica Di Sarra Camilla Rosatello 6–4, 6–3                     | Estelle Cascino Seone Mendez             |
| 22 de febrero | Boca Raton, Estados Unidos Dura W25 Cuadro individual y dobles        | Varvara Lepchenko 3–6, 6–4, 6–0                                  | Claire Liu                               |
| 22 de febrero | Boca Raton, Estados Unidos Dura W25 Cuadro individual y dobles        | Usue Maitane Arconada Caroline Dolehide 6–3, 6–4                 | María Camila Osorio Serrano Conny Perrin |
| 22 de febrero | Moscow, Rusia Dura (indoor) W25 Cuadro individual y dobles            | Urszula Radwańska 4–6, 6–3, 6–4                                  | Yuliya Hatouka                           |
| 22 de febrero | Moscow, Rusia Dura (indoor) W25 Cuadro individual y dobles            | Valentini Grammatikopoulou Anastasia Zakharova 6–3, 5–7, [10–8]  | Ekaterina Kazionova Shalimar Talbi       |
| 22 de febrero | Sharm El Sheikh, Egipto Dura W15 Cuadro individual y dobles           | Sabīne Rutlauka 6–7(4–7), 7–5, 7–5                               | Svenja Ochsner                           |
| 22 de febrero | Sharm El Sheikh, Egipto Dura W15 Cuadro individual y dobles           | Lisa-Marie Rioux Erika Sema 6–1, 1–6, [10–6]                     | Kajsa Rinaldo Persson Julita Saner       |
| 22 de febrero | Monastir, Túnez Dura W15 Cuadro individual y dobles                   | Weronika Falkowska 6–2, 6–0                                      | Francesca Curmi                          |
| 22 de febrero | Monastir, Túnez Dura W15 Cuadro individual y dobles                   | Karola Bejenaru Ilona Georgiana Ghioroaie 1–6, 7–6(9–7), [12–10] | Weronika Falkowska Viktória Morvayová    |
| 22 de febrero | Antalya, Turquía Arcilla W15 Cuadro individual y dobles               | Dea Herdželaš 6–7(1–7), 6–2, 7–5                                 | Nuria Brancaccio                         |
| 22 de febrero | Antalya, Turquía Arcilla W15 Cuadro individual y dobles               | Mariana Dražić Oana Georgeta Simion 4–6, 6–3, [12–10]            | Jéssica Bouzas Maneiro Lexie Stevens     |

### Torneos en marzo
| 1 de marzo  | Manacor, España Dura W25 Cuadro individual y dobles                 | Nuria Párrizas 6–2, 6–1                                 | Marina Bassols Ribera                           |
| 1 de marzo  | Manacor, España Dura W25 Cuadro individual y dobles                 | Réka Luca Jani Lara Salden 6–4, 7–5                     | Anna Bondár Tereza Mihalíková                   |
| 1 de marzo  | Newport Beach, Estados Unidos Dura W25 Cuadro individual y dobles   | Danielle Lao 6–2, 4–6, 6–2                              | Claire Liu                                      |
| 1 de marzo  | Newport Beach, Estados Unidos Dura W25 Cuadro individual y dobles   | Vania King Maegan Manasse 6–4, 6–2                      | Emina Bektas Tara Moore                         |
| 1 de marzo  | Sharm El Sheikh, Egipto Dura W15 Cuadro individual y dobles         | Erika Andreeva 1–6, 7–6(7–3), 6–0                       | Jenny Dürst                                     |
| 1 de marzo  | Sharm El Sheikh, Egipto Dura W15 Cuadro individual y dobles         | Erika Sema Anna Sisková 1–6, 6–4, ret.                  | Mana Ayukawa Ayano Shimizu                      |
| 1 de marzo  | New Delhi, India Dura W15 Cuadro individual y dobles                | Pia Lovrič 6–3, 6–4                                     | Irina Khromacheva                               |
| 1 de marzo  | New Delhi, India Dura W15 Cuadro individual y dobles                | Pia Lovrič Adrienn Nagy 6–2, 6–3                        | Sowjanya Bavisetti Prarthana Thombare           |
| 1 de marzo  | Monastir, Túnez Dura W15 Cuadro individual y dobles                 | Weronika Falkowska 6–3, 7–6(7–1)                        | Sinja Kraus                                     |
| 1 de marzo  | Monastir, Túnez Dura W15 Cuadro individual y dobles                 | Merel Hoedt Eliessa Vanlangendonck 6–2, 2–6, [10–5]     | Jacqueline Cabaj Awad Suzan Lamens              |
| 1 de marzo  | Antalya, Turquía Arcilla W15 Cuadro individual y dobles             | Nuria Brancaccio 7–5, 6–4                               | Jang Su-jeong                                   |
| 1 de marzo  | Antalya, Turquía Arcilla W15 Cuadro individual y dobles             | Jessie Aney Ingrid Gamarra Martins 6–2, 6–2             | Jang Su-jeong Park So-hyun                      |
| 8 de marzo  | Pune, India Dura W25 Cuadro individual y dobles                     | Laura Pigossi 6–0, 3–6, 7–6(7–5)                        | Marianna Zakarlyuk                              |
| 8 de marzo  | Pune, India Dura W25 Cuadro individual y dobles                     | Rutuja Bhosale Emily Webley-Smith 6–2, 7–5              | Riya Bhatia Miriam Bulgaru                      |
| 8 de marzo  | Kazan, Rusia Dura (indoor) W25 Cuadro individual y dobles           | Yuliya Hatouka 7–6(8–6), 4–6, 6–4                       | Urszula Radwańska                               |
| 8 de marzo  | Kazan, Rusia Dura (indoor) W25 Cuadro individual y dobles           | Ulrikke Eikeri Shalimar Talbi 6–4, 6–0                  | Valentini Grammatikopoulou Anastasia Zakharova  |
| 8 de marzo  | Sharm El Sheikh, Egipto Dura W15 Cuadro individual y dobles         | Yuriko Lily Miyazaki 6–2, 4–6, 6–3                      | Momoko Kobori                                   |
| 8 de marzo  | Sharm El Sheikh, Egipto Dura W15 Cuadro individual y dobles         | Momoko Kobori Ayano Shimizu 6–1, 6–2                    | Barbora Matúšová Anastasia Zolotareva           |
| 8 de marzo  | Amiens, Francia Arcilla (indoor) W15+H Cuadro individual y dobles   | Seone Mendez 6–4, 6–2                                   | Paula Ormaechea                                 |
| 8 de marzo  | Amiens, Francia Arcilla (indoor) W15+H Cuadro individual y dobles   | Seone Mendez María José Portillo Ramírez 6–4, 6–3       | Elsa Jacquemot Victoria Jiménez Kasintseva      |
| 8 de marzo  | Manacor, España Dura W15 Cuadro individual y dobles                 | Marina Bassols Ribera 7–5, 6–2                          | Camilla Rosatello                               |
| 8 de marzo  | Manacor, España Dura W15 Cuadro individual y dobles                 | Ángela Fita Boluda Oksana Selekhmeteva 6–2, 5–7, [10–8] | Ylena In-Albon Rebeka Masarova                  |
| 8 de marzo  | Monastir, Túnez Dura W15 Cuadro individual y dobles                 | Jana Kolodynska 1–6, 6–0, 7–6(7–5)                      | Lucrezia Stefanini                              |
| 8 de marzo  | Monastir, Túnez Dura W15 Cuadro individual y dobles                 | Oana Gavrilă Ilona Georgiana Ghioroaie 7–5, 6–4         | Anna Popescu Chiara Scholl                      |
| 8 de marzo  | Antalya, Turquía Arcilla W15 Cuadro individual y dobles             | Park So-hyun 6–4, 6–0                                   | Nuria Brancaccio                                |
| 8 de marzo  | Antalya, Turquía Arcilla W15 Cuadro individual y dobles             | Miriam Kolodziejová Aneta Laboutková 6–3, 4–6, [10–6]   | Darya Astakhova Nika Radišić                    |
| 15 de marzo | Sharm El Sheikh, Egipto Dura W15 Cuadro individual y dobles         | Sakura Hosogi 7–5, 6–2                                  | Eri Hozumi                                      |
| 15 de marzo | Sharm El Sheikh, Egipto Dura W15 Cuadro individual y dobles         | Momoko Kobori Ayano Shimizu 6–4, 6–1                    | Alicia Barnett Yuriko Lily Miyazaki             |
| 15 de marzo | Gonesse, Francia Arcilla (indoor) W15 Cuadro individual y dobles    | Marine Partaud 6–4, 6–3                                 | Jéssica Bouzas Maneiro                          |
| 15 de marzo | Gonesse, Francia Arcilla (indoor) W15 Cuadro individual y dobles    | Tina Cvetkovič Zoe Howard 6–7(5–7), 6–3, [10–5]         | Anna Gabric Lena Papadakis                      |
| 15 de marzo | Bratislava, Eslovaquia Dura (indoor) W15 Cuadro individual y dobles | Linda Nosková 4–6, 7–6(7–4), 7–5                        | Tereza Smitková                                 |
| 15 de marzo | Bratislava, Eslovaquia Dura (indoor) W15 Cuadro individual y dobles | Elena Malõgina Alice Robbe 7–6(7–2), 6–2                | Nina Potočnik Iva Primorac                      |
| 15 de marzo | Monastir, Túnez Dura W15 Cuadro individual y dobles                 | Monika Kilnarová 2–6, 6–2, 6–4                          | Anastasia Nefedova                              |
| 15 de marzo | Monastir, Túnez Dura W15 Cuadro individual y dobles                 | Isabelle Haverlag Anastasia Pribylova 6–3, 6–1          | Rina Saigo Yukina Saigo                         |
| 15 de marzo | Antalya, Turquía Arcilla W15 Cuadro individual y dobles             | Jang Su-jeong 4–6, 6–3, 6–2                             | Mai Hontama                                     |
| 15 de marzo | Antalya, Turquía Arcilla W15 Cuadro individual y dobles             | Han Na-lae Lee So-ra 4–6, 7–5, [10–4]                   | Jessie Aney Park So-hyun                        |
| 22 de marzo | Buenos Aires, Argentina Arcilla W25 Cuadro individual y dobles      | Yuki Naito 1–6, 6–4, 6–3                                | Carolina Meligeni Alves                         |
| 22 de marzo | Buenos Aires, Argentina Arcilla W25 Cuadro individual y dobles      | Amina Anshba Panna Udvardy 7–5, 6–2                     | Valentini Grammatikopoulou Richèl Hogenkamp     |
| 22 de marzo | Sharm El Sheikh, Egipto Dura W15 Cuadro individual y dobles         | Yuriko Lily Miyazaki 6–3, 6–3                           | Matilda Mutavdzic                               |
| 22 de marzo | Sharm El Sheikh, Egipto Dura W15 Cuadro individual y dobles         | Alicia Barnett Yuriko Lily Miyazaki 6–4, 6–1            | Ku Yeon-woo Raphaëlle Lacasse                   |
| 22 de marzo | Le Havre, Francia Arcilla (indoor) W15 Cuadro individual y dobles   | Lucia Bronzetti 6–3, 6–1                                | Sara Cakarevic                                  |
| 22 de marzo | Le Havre, Francia Arcilla (indoor) W15 Cuadro individual y dobles   | Francisca Jorge Camilla Rosatello 7–5, 6–2              | Anaëlle Leclercq Lucie Nguyen Tan               |
| 22 de marzo | Bratislava, Eslovaquia Dura (indoor) W15 Cuadro individual y dobles | Linda Nosková 6–3, 7–6(7–4)                             | Iva Primorac                                    |
| 22 de marzo | Bratislava, Eslovaquia Dura (indoor) W15 Cuadro individual y dobles | Elena Malõgina Alice Robbe 3–6, 6–3, [10–5]             | Tereza Smitková Veronika Vlkovská               |
| 22 de marzo | Monastir, Túnez Dura W15 Cuadro individual y dobles                 | Anastasia Kulikova 6–4, 2–6, 6–3                        | Suzan Lamens                                    |
| 22 de marzo | Monastir, Túnez Dura W15 Cuadro individual y dobles                 | Isabelle Haverlag Anastasia Pribylova 6–3, 6–1          | Anastasia Kulikova Yasmine Mansouri             |
| 22 de marzo | Antalya, Turquía Arcilla W15 Cuadro individual y dobles             | Cristina Dinu 6–2, 6–3                                  | Mai Hontama                                     |
| 22 de marzo | Antalya, Turquía Arcilla W15 Cuadro individual y dobles             | Sina Herrmann Jang Su-jeong Walkover                    | Anastasia Dețiuc Darja Viďmanová                |
| 29 de marzo | Villa María, Argentina Arcilla W25 Cuadro individual y dobles       | Beatriz Haddad Maia 5–7, 6–4, 6–2                       | Francesca Jones                                 |
| 29 de marzo | Villa María, Argentina Arcilla W25 Cuadro individual y dobles       | Valentini Grammatikopoulou Richèl Hogenkamp 6–2, 6–2    | Victoria Bosio María Lourdes Carlé              |
| 29 de marzo | Dubái, Emiratos Árabes Unidos Dura W25 Cuadro individual y dobles   | Jodie Burrage 6–4, 6–3                                  | Yuliya Hatouka                                  |
| 29 de marzo | Dubái, Emiratos Árabes Unidos Dura W25 Cuadro individual y dobles   | Emina Bektas Tara Moore 7–5, 4–6, [10–7]                | Berfu Cengiz İpek Öz                            |
| 29 de marzo | Sharm El Sheikh, Egipto Dura W15 Cuadro individual y dobles         | Paige Hourigan 3–6, 6–1, 6–2                            | Anna Sisková                                    |
| 29 de marzo | Sharm El Sheikh, Egipto Dura W15 Cuadro individual y dobles         | Elena-Teodora Cadar Olivia Gadecki 6–3, 6–4             | Raphaëlle Lacasse Anna Sisková                  |
| 29 de marzo | Monastir, Túnez Dura W15 Cuadro individual y dobles                 | Anna Kubareva 6–1, 6–1                                  | Angelica Raggi                                  |
| 29 de marzo | Monastir, Túnez Dura W15 Cuadro individual y dobles                 | Isabelle Haverlag Anastasia Pribylova 6–3, 6–1          | Alexandra Osborne Andrea Renée Villarreal       |
| 29 de marzo | Antalya, Turquía Arcilla W15 Cuadro individual y dobles             | Andreea Prisăcariu 6–3, 7–5                             | Ane Mintegi del Olmo                            |
| 29 de marzo | Antalya, Turquía Arcilla W15 Cuadro individual y dobles             | Jang Su-jeong Lee So-ra 6–2, 2–6, [10–7]                | María Paulina Pérez María José Portillo Ramírez |

### Torneos en abril
| 5 de abril  | ITF Women's World Tennis Tour – Bellinzona Bellinzona, Suiza Arcilla W60 Cuadro individual y dobles    | Julia Grabher 6–2, 6–3                                | Lucia Bronzetti                         |
| 5 de abril  | ITF Women's World Tennis Tour – Bellinzona Bellinzona, Suiza Arcilla W60 Cuadro individual y dobles    | Anna Danilina Ekaterine Gorgodze 7–5, 6–3             | Rebecca Marino Yuki Naito               |
| 5 de abril  | Córdoba, Argentina Arcilla W25 Cuadro individual y dobles                                              | Beatriz Haddad Maia 6–2, 6–2                          | Panna Udvardy                           |
| 5 de abril  | Córdoba, Argentina Arcilla W25 Cuadro individual y dobles                                              | Amina Anshba Panna Udvardy 6–3, 6–3                   | Bárbara Gatica Rebeca Pereira           |
| 5 de abril  | Sharm El Sheikh, Egipto Dura W15 Cuadro individual y dobles                                            | Lee Ya-hsuan 6–3, 6–3                                 | Olivia Gadecki                          |
| 5 de abril  | Sharm El Sheikh, Egipto Dura W15 Cuadro individual y dobles                                            | Alicia Barnett Lina Glushko 6–4, 6–2                  | Elena-Teodora Cadar Olivia Gadecki      |
| 5 de abril  | Shymkent, Kazajistán Arcilla W15 Cuadro individual y dobles                                            | Jessie Aney 6–4, 6–2                                  | Evialina Laskevich                      |
| 5 de abril  | Shymkent, Kazajistán Arcilla W15 Cuadro individual y dobles                                            | Anzhelika Isaeva Ekaterina Makarova 7–6(7–4), 6–3     | Sabina Sharipova Ekaterina Yashina      |
| 5 de abril  | Monastir, Túnez Dura W15 Cuadro individual y dobles                                                    | Salma Djoubri 6–3, 6–4                                | Magali Kempen                           |
| 5 de abril  | Monastir, Túnez Dura W15 Cuadro individual y dobles                                                    | Magali Kempen Chelsea Vanhoutte 6–4, 6–1              | Emma Davis Olivia Gram                  |
| 5 de abril  | Antalya, Turquía Arcilla W15 Cuadro individual y dobles                                                | Andreea Roșca 7–5, 6–3                                | Miriam Kolodziejová                     |
| 5 de abril  | Antalya, Turquía Arcilla W15 Cuadro individual y dobles                                                | Lee So-ra Misaki Matsuda 6–2, 6–3                     | Lucie Havlíčková Miriam Kolodziejová    |
| 12 de abril | Oeiras Ladies Open Oeiras, Portugal Arcilla W60 Cuadro individual y dobles                             | Polona Hercog Walkover                                | Clara Burel                             |
| 12 de abril | Oeiras Ladies Open Oeiras, Portugal Arcilla W60 Cuadro individual y dobles                             | Lidziya Marozava Andreea Mitu 3–6, 6–4, [10–3]        | Marina Melnikova Conny Perrin           |
| 12 de abril | Calvi, Francia Dura W25+H Cuadro individual y dobles                                                   | Valeria Savinykh 6–1, 6–4                             | Susan Bandecchi                         |
| 12 de abril | Calvi, Francia Dura W25+H Cuadro individual y dobles                                                   | Lina Gjorcheska Amandine Hesse 7–5, 6–4               | Audrey Albié Léolia Jeanjean            |
| 12 de abril | Cairo, Egipto Arcilla W15 Cuadro individual y dobles                                                   | Elina Avanesyan 6–1, 6–0                              | Eri Shimizu                             |
| 12 de abril | Cairo, Egipto Arcilla W15 Cuadro individual y dobles                                                   | Elina Avanesyan Park So-hyun 6–4, 6–4                 | Barbora Matúšová Anastasia Zolotareva   |
| 12 de abril | Shymkent, Kazajistán Arcilla W15 Cuadro individual y dobles                                            | Jessie Aney 5–7, 7–6(8–6), 6–0                        | Tamara Čurović                          |
| 12 de abril | Shymkent, Kazajistán Arcilla W15 Cuadro individual y dobles                                            | Gozal Ainitdinova Zhibek Kulambayeva 6–2, 5–7, [10–7] | Viktoriia Dema Anna Ureke               |
| 12 de abril | Monastir, Túnez Dura W15 Cuadro individual y dobles                                                    | Joanne Züger 7–6(7–4), 5–7, 7–6(7–5)                  | Magali Kempen                           |
| 12 de abril | Monastir, Túnez Dura W15 Cuadro individual y dobles                                                    | Paige Hourigan Alexandra Osborne 4–1, ret.            | Magali Kempen Chelsea Vanhoutte         |
| 12 de abril | Antalya, Turquía Arcilla W15 Cuadro individual y dobles                                                | Anastasiya Soboleva 6–0, 7–6(7–5)                     | Nuria Brancaccio                        |
| 12 de abril | Antalya, Turquía Arcilla W15 Cuadro individual y dobles                                                | Shavit Kimchi Adrienn Nagy 5–7, 6–2, [10–8]           | Lee So-ra Misaki Matsuda                |
| 19 de abril | Oeiras, Portugal Arcilla W25 Cuadro individual y dobles                                                | Anhelina Kalinina 6–4, 4–6, 6–4                       | Jang Su-jeong                           |
| 19 de abril | Oeiras, Portugal Arcilla W25 Cuadro individual y dobles                                                | Suzan Lamens Marina Melnikova 6–3, 6–1                | Natela Dzalamidze Sofya Lansere         |
| 19 de abril | Cairo, Egipto Arcilla W15 Cuadro individual y dobles                                                   | Maria Timofeeva 6–3, 6–3                              | Sandra Samir                            |
| 19 de abril | Cairo, Egipto Arcilla W15 Cuadro individual y dobles                                                   | Elina Avanesyan Maria Timofeeva 1–6, 6–4, [10–8]      | Isabelle Haverlag Merel Hoedt           |
| 19 de abril | Monastir, Túnez Dura W15 Cuadro individual y dobles                                                    | Paige Hourigan 6–3, 6–2                               | Monika Kilnarová                        |
| 19 de abril | Monastir, Túnez Dura W15 Cuadro individual y dobles                                                    | Karola Bejenaru Ilona Georgiana Ghioroaie 6–2, 6–0    | Rebeka Masarova Daniela Vismane         |
| 19 de abril | Antalya, Turquía Arcilla W15 Cuadro individual y dobles                                                | Sada Nahimana 6–4, 7–6(10–8)                          | Anastasiya Soboleva                     |
| 19 de abril | Antalya, Turquía Arcilla W15 Cuadro individual y dobles                                                | Olivia Gadecki Sada Nahimana 6–3, 1–6, [11–9]         | Lee So-ra Misaki Matsuda                |
| 26 de abril | Zagreb Ladies Open Zagreb, Croacia Arcilla W60 Cuadro individual y dobles                              | Anhelina Kalinina 6–1, 6–3                            | Kamilla Rakhimova                       |
| 26 de abril | Zagreb Ladies Open Zagreb, Croacia Arcilla W60 Cuadro individual y dobles                              | Barbara Haas Katarzyna Kawa 7–6(7–1), 5–7, [10–6]     | Andreea Prisăcariu Nika Radišić         |
| 26 de abril | Boar's Head Resort Women's Open Charlottesville, Estados Unidos Arcilla W60 Cuadro individual y dobles | Claire Liu 3–6, 6–4, 4–1, ret.                        | Wang Xinyu                              |
| 26 de abril | Boar's Head Resort Women's Open Charlottesville, Estados Unidos Arcilla W60 Cuadro individual y dobles | Anna Danilina Arina Rodionova 6–1, 6–3                | Erin Routliffe Aldila Sutjiadi          |
| 26 de abril | Oeiras, Portugal Arcilla W25 Cuadro individual y dobles                                                | María Gutiérrez Carrasco 6–3, 6–2                     | Marina Melnikova                        |
| 26 de abril | Oeiras, Portugal Arcilla W25 Cuadro individual y dobles                                                | Adrienn Nagy Park So-hyun 6–4, 6–0                    | Riya Bhatia Gabriela Cé                 |
| 26 de abril | Cairo, Egipto Arcilla W15 Cuadro individual y dobles                                                   | Elina Avanesyan 3–6, 6–4, 6–4                         | Zhibek Kulambayeva                      |
| 26 de abril | Cairo, Egipto Arcilla W15 Cuadro individual y dobles                                                   | Nicole Fossa Huergo Zhibek Kulambayeva 6–3, 6–2       | Elina Avanesyan Oana Gavrilă            |
| 26 de abril | Monastir, Túnez Dura W15 Cuadro individual y dobles                                                    | Monika Kilnarová 6–4, 7–6(7–5)                        | Daniela Vismane                         |
| 26 de abril | Monastir, Túnez Dura W15 Cuadro individual y dobles                                                    | Eva Vedder Stéphanie Visscher 6–0, 6–4                | Emma Davis Erika Sema                   |
| 26 de abril | Antalya, Turquía Arcilla W15 Cuadro individual y dobles                                                | Olivia Gadecki 6–3, 6–2                               | Julia Avdeeva                           |
| 26 de abril | Antalya, Turquía Arcilla W15 Cuadro individual y dobles                                                | María Paulina Pérez Federica Rossi 2–6, 6–4, [10–6]   | Victoria Mikhaylova Ekaterina Shalimova |

### Torneos en mayo
| 3 de mayo  | LTP Charleston Pro Tennis Charleston, Estados Unidos Arcilla W100 Cuadro individual y dobles                    | Claire Liu 6–2, 7–6(8–6)                                  | Madison Brengle                           |
| 3 de mayo  | LTP Charleston Pro Tennis Charleston, Estados Unidos Arcilla W100 Cuadro individual y dobles                    | Caty McNally Storm Sanders 7–5, 4–6, [10–6]               | Eri Hozumi Miyu Kato                      |
| 3 de mayo  | I.ČLTK Prague Open Praga, República Checa Arcilla W25 Cuadro individual y dobles                                | Jule Niemeier 6–4, 6–2                                    | Dalma Gálfi                               |
| 3 de mayo  | I.ČLTK Prague Open Praga, República Checa Arcilla W25 Cuadro individual y dobles                                | Anna Bondár Kimberley Zimmermann 7–6(7–5), 6–2            | Xenia Knoll Elena-Gabriela Ruse           |
| 3 de mayo  | Salinas, Ecuador Dura W25 Cuadro individual y dobles                                                            | Mai Hontama 7–5, 6–1                                      | Carol Zhao                                |
| 3 de mayo  | Salinas, Ecuador Dura W25 Cuadro individual y dobles                                                            | Jodie Burrage Paige Hourigan 6–2, 2–6, [10–8]             | Jacqueline Cabaj Awad Francisca Jorge     |
| 3 de mayo  | Naples, Estados Unidos Arcilla W25 Cuadro individual y dobles                                                   | Panna Udvardy 6–0, 6–3                                    | Irina Fetecău                             |
| 3 de mayo  | Naples, Estados Unidos Arcilla W25 Cuadro individual y dobles                                                   | Ulrikke Eikeri Catherine Harrison 6–2, 3–6, [10–2]        | Erina Hayashi Kanako Morisaki             |
| 3 de mayo  | Cairo, Egipto Arcilla W15 Cuadro individual y dobles                                                            | Gergana Topalova 6–3, 6–3                                 | Elina Avanesyan                           |
| 3 de mayo  | Cairo, Egipto Arcilla W15 Cuadro individual y dobles                                                            | Oana Gavrilă Zhibek Kulambayeva 6–4, 6–0                  | Yasmin Ezzat Clervie Ngounoue             |
| 3 de mayo  | Ramat HaSharon, Israel Dura W15 Cuadro individual y dobles                                                      | Valentina Ryser 7–5, 6–1                                  | Lina Glushko                              |
| 3 de mayo  | Ramat HaSharon, Israel Dura W15 Cuadro individual y dobles                                                      | Jenny Dürst Nina Stadler 1–6, 6–4, [10–6]                 | Lina Glushko Shavit Kimchi                |
| 3 de mayo  | Monastir, Túnez Dura W15 Cuadro individual y dobles                                                             | Angelica Raggi 7–6(7–4), 6–4                              | Anastasia Kulikova                        |
| 3 de mayo  | Monastir, Túnez Dura W15 Cuadro individual y dobles                                                             | Gozal Ainitdinova Anna Kubareva 7–5, 6–2                  | Sarah Beth Grey Dasha Ivanova             |
| 3 de mayo  | Antalya, Turquía Arcilla W15 Cuadro individual y dobles                                                         | Polina Leykina 6–1, 6–0                                   | Julia Avdeeva                             |
| 3 de mayo  | Antalya, Turquía Arcilla W15 Cuadro individual y dobles                                                         | Federica Bilardo Kristina Dmitruk 6–3, 0–6, [10–7]        | Matilda Mutavdzic Antonia Ružić           |
| 10 de mayo | FineMark Women's Pro Tennis Championship Bonita Springs, Estados Unidos Arcilla W100 Cuadro individual y dobles | Katie Volynets 6–7(4–7), 7–6(7–2), 6–1                    | Irina Bara                                |
| 10 de mayo | FineMark Women's Pro Tennis Championship Bonita Springs, Estados Unidos Arcilla W100 Cuadro individual y dobles | Erin Routliffe Aldila Sutjiadi 6–3, 4–6, [10–6]           | Eri Hozumi Miyu Kato                      |
| 10 de mayo | Open Saint-Gaudens Occitanie Saint-Gaudens, Francia Arcilla W60 Cuadro individual y dobles                      | Clara Burel 6–2, 1–6, 6–2                                 | Alexandra Dulgheru                        |
| 10 de mayo | Open Saint-Gaudens Occitanie Saint-Gaudens, Francia Arcilla W60 Cuadro individual y dobles                      | Estelle Cascino Jessika Ponchet 0–6, 7–5, [10–7]          | Eden Silva Kimberley Zimmermann           |
| 10 de mayo | Solgironès Open Catalunya La Bisbal del Ampurdán, España Arcilla W60+H Cuadro individual y dobles               | Irina Khromacheva 6–4, 1–6, 7–6(10–8)                     | Arantxa Rus                               |
| 10 de mayo | Solgironès Open Catalunya La Bisbal del Ampurdán, España Arcilla W60+H Cuadro individual y dobles               | Valentina Ivakhnenko Andreea Prisăcariu 6–3, 6–1          | Mona Barthel Mandy Minella                |
| 10 de mayo | Salinas, Ecuador Dura W25 Cuadro individual y dobles                                                            | Lucrezia Stefanini 6–1, 6–3                               | Susan Bandecchi                           |
| 10 de mayo | Salinas, Ecuador Dura W25 Cuadro individual y dobles                                                            | Rasheeda McAdoo Conny Perrin 6–4, 7–6(7–5)                | Victoria Rodríguez Ana Sofía Sánchez      |
| 10 de mayo | Jerusalem, Israel Dura W15 Cuadro individual y dobles                                                           | Shavit Kimchi 6–4, 6–3                                    | Ekaterina Yashina                         |
| 10 de mayo | Jerusalem, Israel Dura W15 Cuadro individual y dobles                                                           | Emily Appleton Alicia Barnett 6–4, 2–6, [11–9]            | Jenny Dürst Nina Stadler                  |
| 10 de mayo | Monastir, Túnez Dura W15 Cuadro individual y dobles                                                             | Anna Kubareva 6–1, 6–3                                    | Anastasia Kulikova                        |
| 10 de mayo | Monastir, Túnez Dura W15 Cuadro individual y dobles                                                             | Lauren Proctor Anna Ulyashchenko 4–6, 7–6(7–5), [10–7]    | Angelica Raggi Erika Sema                 |
| 10 de mayo | Antalya, Turquía Arcilla W15 Cuadro individual y dobles                                                         | Cristina Dinu 6–3, 6–0                                    | Gabriela Cé                               |
| 10 de mayo | Antalya, Turquía Arcilla W15 Cuadro individual y dobles                                                         | Gabriela Cé Cristina Dinu 7–5, 6–1                        | Katharina Hering Natalia Siedliska        |
| 17 de mayo | Playa de Aro, España Arcilla W25 Cuadro individual y dobles                                                     | Rebeka Masarova 6–3, 3–6, 6–2                             | Irene Burillo Escorihuela                 |
| 17 de mayo | Playa de Aro, España Arcilla W25 Cuadro individual y dobles                                                     | Justina Mikulskytė Oana Georgeta Simion 6–3, 7–5          | Alex Eala Oksana Selekhmeteva             |
| 17 de mayo | Pelham, Estados Unidos Arcilla W25 Cuadro individual y dobles                                                   | Panna Udvardy 6–7(5–7), 6–4, 6–3                          | Jamie Loeb                                |
| 17 de mayo | Pelham, Estados Unidos Arcilla W25 Cuadro individual y dobles                                                   | Fernanda Contreras Marcela Zacarías 6–0, 6–3              | Erina Hayashi Kanako Morisaki             |
| 17 de mayo | Šibenik, Croacia Arcilla W15 Cuadro individual y dobles                                                         | Dea Herdželaš 6–2, 3–6, 6–4                               | Darja Viďmanová                           |
| 17 de mayo | Šibenik, Croacia Arcilla W15 Cuadro individual y dobles                                                         | Petra Marčinko Natália Szabanin 6–4, 6–3                  | Darya Astakhova Ekaterina Makarova        |
| 17 de mayo | Tbilisi, Georgia Dura W15 Cuadro individual y dobles                                                            | Weronika Falkowska 6–4, 6–3                               | Valeriya Olyanovskaya                     |
| 17 de mayo | Tbilisi, Georgia Dura W15 Cuadro individual y dobles                                                            | Jenny Dürst Weronika Falkowska 6–3, 6–2                   | Ayla Aksu Valeriya Olyanovskaya           |
| 17 de mayo | Heraklion, Grecia Arcilla W15 Cuadro individual y dobles                                                        | Lena Papadakis 6–3, 6–3                                   | Melanie Klaffner                          |
| 17 de mayo | Heraklion, Grecia Arcilla W15 Cuadro individual y dobles                                                        | Melania Delai Vanda Lukács 6–2, 6–2                       | Emily Seibold Arina Vasilescu             |
| 17 de mayo | Monastir, Túnez Dura W15 Cuadro individual y dobles                                                             | Olga Helmi 6–3, 6–2                                       | Ayumi Koshiishi                           |
| 17 de mayo | Monastir, Túnez Dura W15 Cuadro individual y dobles                                                             | Emma Davis Anna Ulyashchenko 7–6(7–5), 6–4                | Kélia Le Bihan Eliessa Vanlangendonck     |
| 17 de mayo | Antalya, Turquía Arcilla W15 Cuadro individual y dobles                                                         | Cristina Dinu 6–3, 6–4                                    | Zoë Kruger                                |
| 17 de mayo | Antalya, Turquía Arcilla W15 Cuadro individual y dobles                                                         | Katharina Hobgarski Ylena In-Albon 6–3, 6–3               | Eva Vedder Stéphanie Visscher             |
| 24 de mayo | Liepāja, Letonia Arcilla W25 Cuadro individual y dobles                                                         | Daniela Vismane 6–4, 6–4                                  | Malene Helgø                              |
| 24 de mayo | Liepāja, Letonia Arcilla W25 Cuadro individual y dobles                                                         | Akgul Amanmuradova Valentina Ivakhnenko 6–3, 3–6, [13–11] | Valentini Grammatikopoulou Shalimar Talbi |
| 24 de mayo | Otočec, Eslovenia Arcilla W25 Cuadro individual y dobles                                                        | Miriam Kolodziejová 6–0, 6–2                              | Dalila Jakupović                          |
| 24 de mayo | Otočec, Eslovenia Arcilla W25 Cuadro individual y dobles                                                        | Federica Di Sarra Camilla Rosatello 6–4, 6–7(4–7), [10–4] | Lea Bošković Raluca Șerban                |
| 24 de mayo | Šibenik, Croacia Arcilla W15 Cuadro individual y dobles                                                         | Léolia Jeanjean 6–2, 6–4                                  | Nefisa Berberović                         |
| 24 de mayo | Šibenik, Croacia Arcilla W15 Cuadro individual y dobles                                                         | Petra Marčinko Natália Szabanin 6–4, 3–6, [10–4]          | Nefisa Berberović Nicole Fossa Huergo     |
| 24 de mayo | Heraklion, Grecia Arcilla W15 Cuadro individual y dobles                                                        | Ioana Gașpar 6–0, 6–1                                     | Arina Vasilescu                           |
| 24 de mayo | Heraklion, Grecia Arcilla W15 Cuadro individual y dobles                                                        | Anastasia Dețiuc Lexie Stevens 6–1, 4–6, [10–6]           | Darya Astakhova Elena-Teodora Cadar       |
| 24 de mayo | Shymkent, Kazajistán Arcilla W15 Cuadro individual y dobles                                                     | Zhibek Kulambayeva 7–5, 6–0                               | Kristina Dmitruk                          |
| 24 de mayo | Shymkent, Kazajistán Arcilla W15 Cuadro individual y dobles                                                     | Martyna Kubka Zhibek Kulambayeva 7–6(7–3), 5–7, [10–8]    | Ekaterina Reyngold Ekaterina Shalimova    |
| 24 de mayo | Santa Margarida de Montbui, España Dura W15 Cuadro individual y dobles                                          | Justina Mikulskytė 6–2, 6–0                               | Celia Cerviño Ruiz                        |
| 24 de mayo | Santa Margarida de Montbui, España Dura W15 Cuadro individual y dobles                                          | Victoria Bosio Justina Mikulskytė 4–6, 6–1, [10–7]        | Celia Cerviño Ruiz Olivia Nicholls        |
| 24 de mayo | Monastir, Túnez Dura W15 Cuadro individual y dobles                                                             | Himeno Sakatsume 6–4, 7–5                                 | Sakura Hosogi                             |
| 24 de mayo | Monastir, Túnez Dura W15 Cuadro individual y dobles                                                             | Dalayna Hewitt Chiara Scholl 6–4, 6–2                     | Emma Davis María Paulina Pérez            |
| 24 de mayo | Antalya, Turquía Arcilla W15 Cuadro individual y dobles                                                         | Ylena In-Albon 6–3, 6–2                                   | Luisa Meyer auf der Heide                 |
| 24 de mayo | Antalya, Turquía Arcilla W15 Cuadro individual y dobles                                                         | Fiona Ganz Kim Da-bin 7–5, 6–0                            | Doğa Türkmen Melis Uyar                   |
| 31 de mayo | Santo Domingo, República Dominicana Dura W25 Cuadro individual y dobles                                         | María Lourdes Carlé 6–4, 6–0                              | Conny Perrin                              |
| 31 de mayo | Santo Domingo, República Dominicana Dura W25 Cuadro individual y dobles                                         | Erina Hayashi Kanako Morisaki 6–7(3–7), 6–1, [10–7]       | Emina Bektas Quinn Gleason                |
| 31 de mayo | Grado, Italia Arcilla W25 Cuadro individual y dobles                                                            | Nuria Párrizas Díaz 6–3, 5–7, 6–2                         | Nuria Brancaccio                          |
| 31 de mayo | Grado, Italia Arcilla W25 Cuadro individual y dobles                                                            | Lucia Bronzetti Isabella Shinikova 6–4, 2–6, [10–8]       | Federica Di Sarra Camilla Rosatello       |
| 31 de mayo | Tatarstan Open Kazan, Rusia Dura W25 Cuadro individual y dobles                                                 | Anna Kubareva 6–1, 6–3                                    | Valentini Grammatikopoulou                |
| 31 de mayo | Tatarstan Open Kazan, Rusia Dura W25 Cuadro individual y dobles                                                 | Nigina Abduraimova Angelina Gabueva 6–2, 7–6(7–5)         | Iryna Shymanovich Shalimar Talbi          |
| 31 de mayo | Otočec, Eslovenia Arcilla W25 Cuadro individual y dobles                                                        | Maryna Zanevska 7–6(7–4), 6–0                             | Lea Bošković                              |
| 31 de mayo | Otočec, Eslovenia Arcilla W25 Cuadro individual y dobles                                                        | Ulrikke Eikeri Réka Luca Jani 5–7, 6–4, [10–5]            | Pia Lovrič Sada Nahimana                  |
| 31 de mayo | Banja Luka, Bosnia y Herzegovina Arcilla W15 Cuadro individual y dobles                                         | Anna Gabric 4–6, 6–3, 4–1, ret.                           | Romana Čisovská                           |
| 31 de mayo | Banja Luka, Bosnia y Herzegovina Arcilla W15 Cuadro individual y dobles                                         | Nicole Fossa Huergo Bojana Marinković 6–2, 3–6, [10–8]    | Katarína Kužmová Elena Milovanović        |
| 31 de mayo | Heraklion, Grecia Arcilla W15 Cuadro individual y dobles                                                        | Darya Astakhova 6–3, 6–2                                  | Michaela Bayerlová                        |
| 31 de mayo | Heraklion, Grecia Arcilla W15 Cuadro individual y dobles                                                        | Julia Kimmelmann Anna Popescu 6–2, 6–4                    | Weronika Falkowska Ioana Gașpar           |
| 31 de mayo | Shymkent, Kazajistán Arcilla W15 Cuadro individual y dobles                                                     | Anastasiya Soboleva 6–4, 7–6(7–4)                         | Valeriya Olyanovskaya                     |
| 31 de mayo | Shymkent, Kazajistán Arcilla W15 Cuadro individual y dobles                                                     | Martyna Kubka Zhibek Kulambayeva 6–4, 6–4                 | Ekaterina Reyngold Ekaterina Shalimova    |
| 31 de mayo | Monastir, Túnez Dura W15 Cuadro individual y dobles                                                             | Himeno Sakatsume 7–5, 7–5                                 | Sakura Hosogi                             |
| 31 de mayo | Monastir, Túnez Dura W15 Cuadro individual y dobles                                                             | Sakura Hosogi Himeno Sakatsume 7–5, 2–6, [10–8]           | Emma Davis Lauren Proctor                 |
| 31 de mayo | Antalya, Turquía Arcilla W15 Cuadro individual y dobles                                                         | Hurricane Tyra Black 2–6, 6–4, 6–4                        | Federica Bilardo                          |
| 31 de mayo | Antalya, Turquía Arcilla W15 Cuadro individual y dobles                                                         | Sára Bejlek Doğa Türkmen 4–6, 6–1, [10–7]                 | Federica Bilardo Liubov Kostenko          |

### Torneos en junio
| 7 de junio  | Santo Domingo, República Dominicana Dura W25 Cuadro individual y dobles                                     | Ana Sofía Sánchez 3–6, 7–6(7–3), 7–6(11–9)              | Emina Bektas                              |
| 7 de junio  | Santo Domingo, República Dominicana Dura W25 Cuadro individual y dobles                                     | Emina Bektas Quinn Gleason 7–5, 6–4                     | Kelly Williford Ana Carmen Zamburek       |
| 7 de junio  | Montemor-o-Novo, Portugal Dura W25 Cuadro individual y dobles                                               | Beatriz Haddad Maia 6–4, 6–4                            | Mariam Bolkvadze                          |
| 7 de junio  | Montemor-o-Novo, Portugal Dura W25 Cuadro individual y dobles                                               | Ulrikke Eikeri Valentini Grammatikopoulou 6–1, 6–0      | Eri Hozumi Akiko Omae                     |
| 7 de junio  | Madrid, España Dura W25 Cuadro individual y dobles                                                          | Robin Anderson 6–3, 6–7(3–7), 7–6(10–8)                 | Olivia Gadecki                            |
| 7 de junio  | Madrid, España Dura W25 Cuadro individual y dobles                                                          | Destanee Aiava Olivia Gadecki 6–3, 6–3                  | Mana Ayukawa Han Na-lae                   |
| 7 de junio  | Heraklion, Grecia Arcilla W15 Cuadro individual y dobles                                                    | Jéssica Bouzas Maneiro 6–3, 6–0                         | María José Portillo Ramírez               |
| 7 de junio  | Heraklion, Grecia Arcilla W15 Cuadro individual y dobles                                                    | Jessie Aney Michaela Bayerlová 6–4, 6–4                 | Nicole Khirin Shavit Kimchi               |
| 7 de junio  | Vilnius, Lituania Dura (indoor) W15 Cuadro individual y dobles                                              | Dea Herdželaš 6–2, 4–0, ret.                            | Anzhelika Isaeva                          |
| 7 de junio  | Vilnius, Lituania Dura (indoor) W15 Cuadro individual y dobles                                              | Ekaterina Makarova Anna Morgina 6–2, 3–6, [10–2]        | Justina Mikulskytė Akvilė Paražinskaitė   |
| 7 de junio  | Monastir, Túnez Dura W15 Cuadro individual y dobles                                                         | Miharu Imanishi 6–0, 6–4                                | Jenna DeFalco                             |
| 7 de junio  | Monastir, Túnez Dura W15 Cuadro individual y dobles                                                         | Miharu Imanishi Haine Ogata 7–5, 7–6(7–0)               | Dalayna Hewitt Kariann Pierre-Louis       |
| 7 de junio  | Antalya, Turquía Arcilla W15 Cuadro individual y dobles                                                     | Vanda Lukács 6–0, 5–7, 6–3                              | İlay Yörük                                |
| 7 de junio  | Antalya, Turquía Arcilla W15 Cuadro individual y dobles                                                     | Federica Bilardo Taylor Ng 6–0, 6–3                     | Rachel Gailis Jamilah Snells              |
| 14 de junio | Nottingham Trophy Nottingham, Reino Unido Césped W100+H Cuadro individual y dobles                          | Alison Van Uytvanck 6–0, 6–4                            | Arina Rodionova                           |
| 14 de junio | Nottingham Trophy Nottingham, Reino Unido Césped W100+H Cuadro individual y dobles                          | Monica Niculescu Elena-Gabriela Ruse 7–5, 7–5           | Priscilla Hon Storm Sanders               |
| 14 de junio | Macha Lake Open Staré Splavy, República Checa Arcilla W60 Cuadro individual y dobles                        | Zheng Qinwen 7–6(7–5), 6–3                              | Aleksandra Krunić                         |
| 14 de junio | Macha Lake Open Staré Splavy, República Checa Arcilla W60 Cuadro individual y dobles                        | Valentini Grammatikopoulou Richèl Hogenkamp 6–3, 6–4    | Amina Anshba Anastasia Dețiuc             |
| 14 de junio | Open Porte du Hainaut Denain, Francia Arcilla W25 Cuadro individual y dobles                                | Dalma Gálfi 5–7, 6–2, 6–4                               | Paula Ormaechea                           |
| 14 de junio | Open Porte du Hainaut Denain, Francia Arcilla W25 Cuadro individual y dobles                                | Anna Danilina Valeriya Strakhova 7–5, 3–6, [10–4]       | Dalma Gálfi Paula Ormaechea               |
| 14 de junio | Figueira da Foz, Portugal Dura W25+H Cuadro individual y dobles                                             | Tessah Andrianjafitrimo 6–7(3–7), 6–1, 6–0              | Jessika Ponchet                           |
| 14 de junio | Figueira da Foz, Portugal Dura W25+H Cuadro individual y dobles                                             | Alicia Barnett Olivia Nicholls 6–3, 7–6(7–3)            | Berfu Cengiz Anastasia Tikhonova          |
| 14 de junio | Madrid, España Dura W25 Cuadro individual y dobles                                                          | Amandine Hesse 6–4, 7–5                                 | Jéssica Bouzas Maneiro                    |
| 14 de junio | Madrid, España Dura W25 Cuadro individual y dobles                                                          | Ashley Lahey Olivia Tjandramulia 6–2, 4–6, [10–8]       | Yvonne Cavallé Reimers Celia Cerviño Ruiz |
| 14 de junio | Jönköping, Suecia Arcilla W25 Cuadro individual y dobles                                                    | Darya Astakhova 3–6, 6–3, 7–5                           | Lucia Bronzetti                           |
| 14 de junio | Jönköping, Suecia Arcilla W25 Cuadro individual y dobles                                                    | Cristiana Ferrando Oana Georgeta Simion 7–5, 6–4        | Jacqueline Cabaj Awad Carole Monnet       |
| 14 de junio | Sumter, Estados Unidos Arcilla W25 Cuadro individual y dobles                                               | Peyton Stearns 6–1, 6–2                                 | Fernanda Contreras                        |
| 14 de junio | Sumter, Estados Unidos Arcilla W25 Cuadro individual y dobles                                               | Emina Bektas Catherine Harrison 7–5, 6–4                | Paige Hourigan Aldila Sutjiadi            |
| 14 de junio | Monastir, Túnez Dura W15 Cuadro individual y dobles                                                         | Mell Reasco 7–6(9–7), 3–6, 6–4                          | Katarina Kozarov                          |
| 14 de junio | Monastir, Túnez Dura W15 Cuadro individual y dobles                                                         | Sophia Biolay Emmanuelle Girard 6–2, 6–1                | Aleksandra Wierzbowska Joanna Zawadzka    |
| 14 de junio | Antalya, Turquía Arcilla W15 Cuadro individual y dobles                                                     | Ilona Georgiana Ghioroaie 7–5, 6–2                      | Federica Bilardo                          |
| 14 de junio | Antalya, Turquía Arcilla W15 Cuadro individual y dobles                                                     | Jessie Aney Christina Rosca 6–1, 6–0                    | Costanza Traversi Andreea Velcea          |
| 21 de junio | LTP Charleston Pro Tennis II Charleston, Estados Unidos Arcilla W60 Cuadro individual y dobles              | Despina Papamichail 1–6, 6–3, 6–3                       | Gabriela Cé                               |
| 21 de junio | LTP Charleston Pro Tennis II Charleston, Estados Unidos Arcilla W60 Cuadro individual y dobles              | Fanny Stollár Aldila Sutjiadi 6–0, 6–4                  | Rasheeda McAdoo Peyton Stearns            |
| 21 de junio | Périgueux, Francia Arcilla W25 Cuadro individual y dobles                                                   | Diane Parry 6–3, 6–1                                    | Elsa Jacquemot                            |
| 21 de junio | Périgueux, Francia Arcilla W25 Cuadro individual y dobles                                                   | Diane Parry Margot Yerolymos 6–4, 6–2                   | Sada Nahimana Anna Sisková                |
| 21 de junio | Oporto, Portugal Dura W25 Cuadro individual y dobles                                                        | Mai Hontama 6–4, 6–3                                    | Anastasia Tikhonova                       |
| 21 de junio | Oporto, Portugal Dura W25 Cuadro individual y dobles                                                        | Arianne Hartono Yuriko Lily Miyazaki 7–5, 6–2           | Mana Ayukawa Akiko Omae                   |
| 21 de junio | Klosters, Suiza Arcilla W25 Cuadro individual y dobles                                                      | Ylena In-Albon 6–3, 6–2                                 | Andreea Prisăcariu                        |
| 21 de junio | Klosters, Suiza Arcilla W25 Cuadro individual y dobles                                                      | Amina Anshba Anastasia Dețiuc 3–6, 6–1, [10–3]          | Jenny Dürst Weronika Falkowska            |
| 21 de junio | L'Aquila, Italia Arcilla W15 Cuadro individual y dobles                                                     | Tatiana Pieri 2–6, 6–3, 7–5                             | Anne Schäfer                              |
| 21 de junio | L'Aquila, Italia Arcilla W15 Cuadro individual y dobles                                                     | Tamara Čurović Natalia Siedliska 6–2, 6–3               | Michaela Bayerlová Emily Seibold          |
| 21 de junio | Alkmaar, Países Bajos Arcilla W15 Cuadro individual y dobles                                                | Quirine Lemoine 7–6(8–6), 6–1                           | Julia Avdeeva                             |
| 21 de junio | Alkmaar, Países Bajos Arcilla W15 Cuadro individual y dobles                                                | Quirine Lemoine Gabriella Mujan 6–4, 6–1                | Eva Vedder Stéphanie Visscher             |
| 21 de junio | Monastir, Túnez Dura W15 Cuadro individual y dobles                                                         | Valeria Bhunu 6–2, 6–2                                  | Saki Imamura                              |
| 21 de junio | Monastir, Túnez Dura W15 Cuadro individual y dobles                                                         | Mariana Dražić Sabina Sharipova 6–7(1–7), 6–4, [10–0]   | Saki Imamura Shin Ji-ho                   |
| 21 de junio | Antalya, Turquía Arcilla W15 Cuadro individual y dobles                                                     | Rosa Vicens Mas 6–1, 6–2                                | María Herazo González                     |
| 21 de junio | Antalya, Turquía Arcilla W15 Cuadro individual y dobles                                                     | Başak Eraydın Amarissa Kiara Tóth 4–6, 6–1, [10–7]      | Jessie Aney Christina Rosca               |
| 28 de junio | Open Montpellier Méditerranée Métropole Hérault Montpellier, Francia Arcilla W60 Cuadro individual y dobles | Anhelina Kalinina 6–2, 6–3                              | Mayar Sherif                              |
| 28 de junio | Open Montpellier Méditerranée Métropole Hérault Montpellier, Francia Arcilla W60 Cuadro individual y dobles | Estelle Cascino Camilla Rosatello 6–3, 6–2              | Liang En-shuo Yuan Yue                    |
| 28 de junio | The Hague, Países Bajos Arcilla W25 Cuadro individual y dobles                                              | Quirine Lemoine 7–5, 6–3                                | Panna Udvardy                             |
| 28 de junio | The Hague, Países Bajos Arcilla W25 Cuadro individual y dobles                                              | Marie Benoît Ioana Loredana Roșca 6–7(5–7), 7–5, [10–7] | María José Portillo Ramírez Panna Udvardy |
| 28 de junio | Breslavia, Polonia Arcilla W25 Cuadro individual y dobles                                                   | Chloé Paquet 4–6, 6–3, 6–3                              | İpek Öz                                   |
| 28 de junio | Breslavia, Polonia Arcilla W25 Cuadro individual y dobles                                                   | Anna Hertel Martyna Kubka 7–6(7–2), 3–6, [10–7]         | Nuria Brancaccio İpek Öz                  |
| 28 de junio | Palma del Río, España Dura W25 Cuadro individual y dobles                                                   | Rebeka Masarova 6–3, 1–6, 7–6(7–4)                      | Lulu Sun                                  |
| 28 de junio | Palma del Río, España Dura W25 Cuadro individual y dobles                                                   | Eri Hozumi Valeria Savinykh 7–6(8–6), 6–3               | Himari Sato Lulu Sun                      |
| 28 de junio | Prokuplje, Serbia Arcilla W15 Cuadro individual y dobles                                                    | Darja Semenistaja 6–2, 2–6, 6–3                         | Alice Robbe                               |
| 28 de junio | Prokuplje, Serbia Arcilla W15 Cuadro individual y dobles                                                    | Ioana Gașpar Ekaterina Vishnevskaya 6–4, 6–3            | Alice Robbe Draginja Vuković              |
| 28 de junio | Monastir, Túnez Dura W15 Cuadro individual y dobles                                                         | Elizabeth Mandlik 0–6, 6–2, 6–4                         | Angelica Raggi                            |
| 28 de junio | Monastir, Túnez Dura W15 Cuadro individual y dobles                                                         | Anastasia Nefedova Laetitia Pulchartová 7–5, 6–2        | Mariana Dražić Noa Liauw a Fong           |
| 28 de junio | Antalya, Turquía Arcilla W15 Cuadro individual y dobles                                                     | Ilona Georgiana Ghioroaie 6–4, 6–3                      | Živa Falkner                              |
| 28 de junio | Antalya, Turquía Arcilla W15 Cuadro individual y dobles                                                     | Julie Belgraver Amarissa Kiara Tóth 6–2, 7–5            | Christina Rosca Ani Vangelova             |

### Torneos en julio
| 5 de julio  | Grand Est Open 88 Contrexéville, Francia Arcilla W100 Cuadro individual y dobles        | Anhelina Kalinina 6–2, 6–2                                   | Dalma Gálfi                           |
| 5 de julio  | Grand Est Open 88 Contrexéville, Francia Arcilla W100 Cuadro individual y dobles        | Anna Danilina Ulrikke Eikeri 6–0, 1–6, [10–4]                | Dalma Gálfi Kimberley Zimmermann      |
| 5 de julio  | Amstelveen Women's Open Amstelveen, Países Bajos Arcilla W60 Cuadro individual y dobles | Quirine Lemoine 7–5, 6–4                                     | Yana Morderger                        |
| 5 de julio  | Amstelveen Women's Open Amstelveen, Países Bajos Arcilla W60 Cuadro individual y dobles | Suzan Lamens Quirine Lemoine 6–4, 6–3                        | Amina Anshba Anastasia Dețiuc         |
| 5 de julio  | Turin, Italia Arcilla W25 Cuadro individual y dobles                                    | Diane Parry 6–4, 6–2                                         | Lucia Bronzetti                       |
| 5 de julio  | Turin, Italia Arcilla W25 Cuadro individual y dobles                                    | Federica Di Sarra Camilla Rosatello 6–2, 6–2                 | Lucia Bronzetti Aurora Zantedeschi    |
| 5 de julio  | Nur-Sultan, Kazajistán Dura W25 Cuadro individual y dobles                              | Anastasia Tikhonova 2–6, 7–5, 6–1                            | Justina Mikulskytė                    |
| 5 de julio  | Nur-Sultan, Kazajistán Dura W25 Cuadro individual y dobles                              | Mariam Bolkvadze Ekaterina Yashina 7–6(9–7), 6–1             | Vlada Koval Anastasia Tikhonova       |
| 5 de julio  | Lisbon, Portugal Dura W25 Cuadro individual y dobles                                    | Lulu Sun 6–4, 6–4                                            | Ellen Perez                           |
| 5 de julio  | Lisbon, Portugal Dura W25 Cuadro individual y dobles                                    | Han Na-lae Momoko Kobori 6–3, 6–1                            | Ingrid Gamarra Martins Ma Shuyue      |
| 5 de julio  | Prokuplje, Serbia Arcilla W15 Cuadro individual y dobles                                | Darja Semenistaja 6–0, 6–2                                   | Natalija Senić                        |
| 5 de julio  | Prokuplje, Serbia Arcilla W15 Cuadro individual y dobles                                | Karola Bejenaru Viktoriia Dema Walkover                      | Fernanda Labraña Anna Turati          |
| 5 de julio  | Monastir, Túnez Dura W15 Cuadro individual y dobles                                     | Elizabeth Mandlik 6–3, 4–6, 6–0                              | Angelica Raggi                        |
| 5 de julio  | Monastir, Túnez Dura W15 Cuadro individual y dobles                                     | Dalayna Hewitt Alana Smith 6–4, 6–3                          | Emilie Lindh Valentina Ryser          |
| 12 de julio | Open de Biarritz Biarritz, Francia Arcilla W60 Cuadro individual y dobles               | Franciasca Jones 6–4, 7–6(7–4)                               | Oksana Selekhmeteva                   |
| 12 de julio | Open de Biarritz Biarritz, Francia Arcilla W60 Cuadro individual y dobles               | Oksana Selekhmeteva Daniela Vismane 6–3, 7–6(7–5)            | Sarah Beth Grey Magali Kempen         |
| 12 de julio | President's Cup Nur-Sultan, Kazajistán Dura W60 Cuadro individual y dobles              | Mariam Bolkvadze 4–6, 6–3, 6–2                               | Valeria Savinykh                      |
| 12 de julio | President's Cup Nur-Sultan, Kazajistán Dura W60 Cuadro individual y dobles              | Alina Charaeva Maria Timofeeva 7–6(7–5), 2–6, [10–6]         | Evgeniya Levashova Laura Pigossi      |
| 12 de julio | Open Araba en Femenino Vitoria, España Dura W60 Cuadro individual y dobles              | Rebeka Masarova 7–6(7–3), 6–4                                | Ane Mintegi del Olmo                  |
| 12 de julio | Open Araba en Femenino Vitoria, España Dura W60 Cuadro individual y dobles              | Olivia Gadecki Rebeka Masarova 6–3, 6–3                      | Celia Cerviño Ruiz Olivia Nicholls    |
| 12 de julio | Telavi Open Telavi, Georgia Arcilla W25 Cuadro individual y dobles                      | Suzan Lamens 7–5, 6–2                                        | Joanne Züger                          |
| 12 de julio | Telavi Open Telavi, Georgia Arcilla W25 Cuadro individual y dobles                      | Lina Gjorcheska Valeriya Strakhova 4–6, 6–4, [10–5]          | Victoria Bosio Angelica Moratelli     |
| 12 de julio | Tarvisio, Italia Arcilla W25 Cuadro individual y dobles                                 | Cristina Dinu 6–2, 6–0                                       | Gabriela Cé                           |
| 12 de julio | Tarvisio, Italia Arcilla W25 Cuadro individual y dobles                                 | Caijsa Hennemann Nika Radišić 6–4, 6–1                       | Bárbara Gatica Rebeca Pereira         |
| 12 de julio | Evansville, Estados Unidos Dura W25 Cuadro individual y dobles                          | Rebecca Marino 6–3, 3–6, 6–0                                 | Mayo Hibi                             |
| 12 de julio | Evansville, Estados Unidos Dura W25 Cuadro individual y dobles                          | Kylie Collins Robin Montgomery 5–7, 6–3, [10–2]              | Lauren Proctor Anna Ulyashchenko      |
| 12 de julio | Almada, Portugal Dura W15 Cuadro individual y dobles                                    | Alexa Graham 6–1, 6–2                                        | Georgia Drummy                        |
| 12 de julio | Almada, Portugal Dura W15 Cuadro individual y dobles                                    | Ingrid Gamarra Martins Olga Parres Azcoitia 4–6, 6–3, [10–8] | Océane Babel Lucie Nguyen Tan         |
| 12 de julio | Monastir, Túnez Dura W15 Cuadro individual y dobles                                     | Eliessa Vanlangendonck 6–3, 6–4                              | Tiphanie Fiquet                       |
| 12 de julio | Monastir, Túnez Dura W15 Cuadro individual y dobles                                     | Dalayna Hewitt Alana Smith 6–4, 6–2                          | Ayumi Koshiishi Michika Ozeki         |
| 19 de julio | ITS Cup Olomouc, República Checa Arcilla W60 Cuadro individual y dobles                 | Sára Bejlek 6–0, 6–0                                         | Paula Ormaechea                       |
| 19 de julio | ITS Cup Olomouc, República Checa Arcilla W60 Cuadro individual y dobles                 | Jessie Aney Anna Sisková 6–1, 6–0                            | Bárbara Gatica Rebeca Pereira         |
| 19 de julio | Les Contamines-Montjoie, Francia Dura W25 Cuadro individual y dobles                    | Ylena In-Albon 4–6, 7–5, 7–5                                 | Jodie Burrage                         |
| 19 de julio | Les Contamines-Montjoie, Francia Dura W25 Cuadro individual y dobles                    | Diāna Marcinkēviča Chiara Scholl 3–6, 6–2, [10–7]            | María Lourdes Carlé Ylena In-Albon    |
| 19 de julio | Telavi Open Telavi, Georgia Arcilla W25 Cuadro individual y dobles                      | Valentini Grammatikopoulou 7–5, 6–4                          | Tessah Andrianjafitrimo               |
| 19 de julio | Telavi Open Telavi, Georgia Arcilla W25 Cuadro individual y dobles                      | Eva Vedder Stéphanie Visscher 3–6, 6–4, [13–11]              | Victoria Bosio Angelica Moratelli     |
| 19 de julio | Kiev, Ucrania Arcilla W25 Cuadro individual y dobles                                    | Chloé Paquet 7–6(7–3), 3–6, 6–4                              | Fanny Stollár                         |
| 19 de julio | Kiev, Ucrania Arcilla W25 Cuadro individual y dobles                                    | Jang Su-jeong Bojana Marinković 3–6, 6–4, [10–7]             | Ali Collins Andrea Gámiz              |
| 19 de julio | Cairo, Egipto Arcilla W15 Cuadro individual y dobles                                    | Leyre Romero Gormaz 7–5, 7–6(7–4)                            | Tina Nadine Smith                     |
| 19 de julio | Cairo, Egipto Arcilla W15 Cuadro individual y dobles                                    | Claudia Hoste Ferrer Leyre Romero Gormaz 6–1, 4–6, [11–9]    | Jasmijn Gimbrère Demi Tran            |
| 19 de julio | Amarante, Portugal Dura W15 Cuadro individual y dobles                                  | Mei Yamaguchi 6–4, 3–6, 6–4                                  | Federica Rossi                        |
| 19 de julio | Amarante, Portugal Dura W15 Cuadro individual y dobles                                  | Océane Babel Lucie Nguyen Tan 6–4, 6–2                       | Priska Madelyn Nugroho Federica Rossi |
| 19 de julio | Moscow, Rusia Arcilla W15 Cuadro individual y dobles                                    | Nigina Abduraimova 6–1, 6–1                                  | Maria Shusharina                      |
| 19 de julio | Moscow, Rusia Arcilla W15 Cuadro individual y dobles                                    | Daria Mishina Anna Morgina 7–5, 2–6, [11–9]                  | Nigina Abduraimova Angelina Gabueva   |
| 19 de julio | Don Benito, España Carpet W15 Cuadro individual y dobles                                | Olga Parres Azcoitia 2–6, 6–3, 6–4                           | Angelina Wirges                       |
| 19 de julio | Don Benito, España Carpet W15 Cuadro individual y dobles                                | Lucía Cortez Llorca Olga Parres Azcoitia 6–4, 6–3            | Tamara Kostic Erica Oosterhout        |
| 19 de julio | Monastir, Túnez Dura W15 Cuadro individual y dobles                                     | Dalayna Hewitt 6–4, 6–4                                      | Ayumi Koshiishi                       |
| 19 de julio | Monastir, Túnez Dura W15 Cuadro individual y dobles                                     | Tiphanie Fiquet Akvilė Paražinskaitė 7–5, 4–6, [10–8]        | Mariana Dražić Anastasia Nefedova     |
| 26 de julio | Reinert Open Versmold, Alemania Arcilla W60 Cuadro individual y dobles                  | Elina Avanesyan 6–7(4–7), 6–2, 6–2                           | Federica Di Sarra                     |
| 26 de julio | Reinert Open Versmold, Alemania Arcilla W60 Cuadro individual y dobles                  | Anna Danilina Valeriya Strakhova 4–6, 7–5, [10–4]            | Mirjam Björklund Jaimee Fourlis       |
| 26 de julio | Kozerki Open Grodzisk Mazowiecki, Polonia Arcilla W60 Cuadro individual y dobles        | Ekaterine Gorgodze 7–6(9–7), 0–6, 6–4                        | Chloé Paquet                          |
| 26 de julio | Kozerki Open Grodzisk Mazowiecki, Polonia Arcilla W60 Cuadro individual y dobles        | Bárbara Gatica Rebeca Pereira 6–3, 6–1                       | Jang Su-jeong Lee Ya-hsuan            |
| 26 de julio | Knokke, Bélgica Arcilla W15 Cuadro individual y dobles                                  | Séléna Janicijevic 6–3, 7–6(7–0)                             | Lucie Nguyen Tan                      |
| 26 de julio | Knokke, Bélgica Arcilla W15 Cuadro individual y dobles                                  | Émeline Dartron Margaux Rouvroy 6–1, 6–3                     | Anaëlle Leclercq Lucie Nguyen Tan     |
| 26 de julio | Vejle, Dinamarca Arcilla W15 Cuadro individual y dobles                                 | Johanne Christine Svendsen 2–6, 6–4, 6–1                     | Park So-hyun                          |
| 26 de julio | Vejle, Dinamarca Arcilla W15 Cuadro individual y dobles                                 | Nicole Khirin Darja Viďmanová 7–6(9–7), 5–7, [10–8]          | Viktoriia Dema Eri Shimizu            |
| 26 de julio | Cairo, Egipto Arcilla W15 Cuadro individual y dobles                                    | Leyre Romero Gormaz 6–2, 6–3                                 | Luisa Meyer auf der Heide             |
| 26 de julio | Cairo, Egipto Arcilla W15 Cuadro individual y dobles                                    | Zhibek Kulambayeva Anastasia Sukhotina 6–0, 6–0              | Mell Reasco Alica Rusová              |
| 26 de julio | Savitaipale, Finlandia Arcilla W15 Cuadro individual y dobles                           | Elena Malõgina 4–6, 7–6(7–3), 6–2                            | Emily Seibold                         |
| 26 de julio | Savitaipale, Finlandia Arcilla W15 Cuadro individual y dobles                           | Marie Mettraux Valentina Ryser 6–4, 7–5                      | Emily Seibold Anna Ureke              |
| 26 de julio | Cordenons, Italia Arcilla W15 Cuadro individual y dobles                                | Mana Kawamura 7–6(9–7), 7–5                                  | Veronika Erjavec                      |
| 26 de julio | Cordenons, Italia Arcilla W15 Cuadro individual y dobles                                | Martina Colmegna Amy Zhu 6–4, 6–3                            | Nefisa Berberović Veronika Erjavec    |
| 26 de julio | Monastir, Túnez Dura W15 Cuadro individual y dobles                                     | Ayumi Koshiishi 6–1, 6–0                                     | Eliessa Vanlangendonck                |
| 26 de julio | Monastir, Túnez Dura W15 Cuadro individual y dobles                                     | Katarina Kozarov Lauren Proctor 6–1, 3–6, [10–5]             | Anastasia Nefedova Angelica Raggi     |

### Torneos en agosto
| Torneos en junio | Torneos en junio | Torneos en junio              | Torneos en junio              | Torneos en junio | Torneos en junio |
| Semana del       | Torneo           | Campeonas Individual y Dobles | Finalista Individual y Dobles |                  |                  |
| ---------------- | ---------------- | ----------------------------- | ----------------------------- | ---------------- | ---------------- |

## Distribución de puntos de clasificación
| Description        | G   | F  | SF | CF | R16 | R32 | QLFR | Q3 | Q2 | Q1 |
| ------------------ | --- | -- | -- | -- | --- | --- | ---- | -- | -- | -- |
| ITF $100,000+H (S) | 150 | 90 | 55 | 28 | 14  | 1   | 6    | 4  | 1  | –  |
| ITF $100,000+H (D) | 150 | 90 | 55 | 28 | 1   | –   | –    | –  | –  | –  |
| ITF $100,000 (S)   | 140 | 85 | 50 | 25 | 13  | 1   | 6    | 4  | 1  | –  |
| ITF $100,000 (D)   | 140 | 85 | 50 | 25 | 1   | –   | –    | –  | –  | –  |
| ITF $80,000+H (S)  | 130 | 80 | 48 | 24 | 12  | 1   | 5    | 3  | 1  | –  |
| ITF $80,000+H (D)  | 130 | 80 | 48 | 24 | 1   | –   | –    | –  | –  | –  |
| ITF $80,000 (S)    | 115 | 70 | 42 | 21 | 10  | 1   | 5    | 3  | 1  | –  |
| ITF $80,000 (D)    | 115 | 70 | 42 | 21 | 1   | –   | –    | –  | –  | –  |
| ITF $60,000+H (S)  | 100 | 60 | 36 | 18 | 9   | 1   | 5    | 3  | 1  | –  |
| ITF $60,000+H (D)  | 100 | 60 | 36 | 18 | 1   | –   | –    | –  | –  | –  |
| ITF $60,000 (S)    | 80  | 48 | 29 | 15 | 8   | 1   | 5    | 3  | 1  | –  |
| ITF $60,000 (D)    | 80  | 48 | 29 | 15 | 1   | –   | –    | –  | –  | –  |
| ITF $25,000+H (S)  | 60  | 36 | 22 | 11 | 6   | 1   | 2    | –  | –  | –  |
| ITF $25,000+H (D)  | 60  | 36 | 22 | 11 | 1   | –   | –    | –  | –  | –  |
| ITF $25,000 (S)    | 50  | 30 | 18 | 9  | 5   | 1   | 1    | –  | –  | –  |
| ITF $25,000 (D)    | 50  | 30 | 18 | 9  | 1   | –   | –    | –  | –  | –  |
| ITF $15,000+H (S)  | 25  | 15 | 9  | 5  | 1   | –   | –    | –  | –  | –  |
| ITF $15,000+H (D)  | 25  | 15 | 9  | 1  | 0   | –   | –    | –  | –  | –  |
| ITF $15,000 (S)    | 12  | 7  | 4  | 2  | 1   | –   | –    | –  | –  | –  |
| ITF $15,000 (D)    | 12  | 7  | 4  | 1  | 0   | –   | –    | –  | –  | –  |

"+H" indica que se proporciona hospitalidad.